# Kostel svatého Mikuláše (Ludgeřovice)
Kostel svatého Mikuláše v Ludgeřovicích je novogotický římskokatolický kostel postavený v letech 1906 až 1907. Kostel včetně fary a bývalých hospodářských budov, dnes Domova sv. Mikuláše pro seniory, je chráněn jako kulturní památka České republiky.
Je farním kostelem římskokatolické farnosti Ludgeřovice.

## Historie

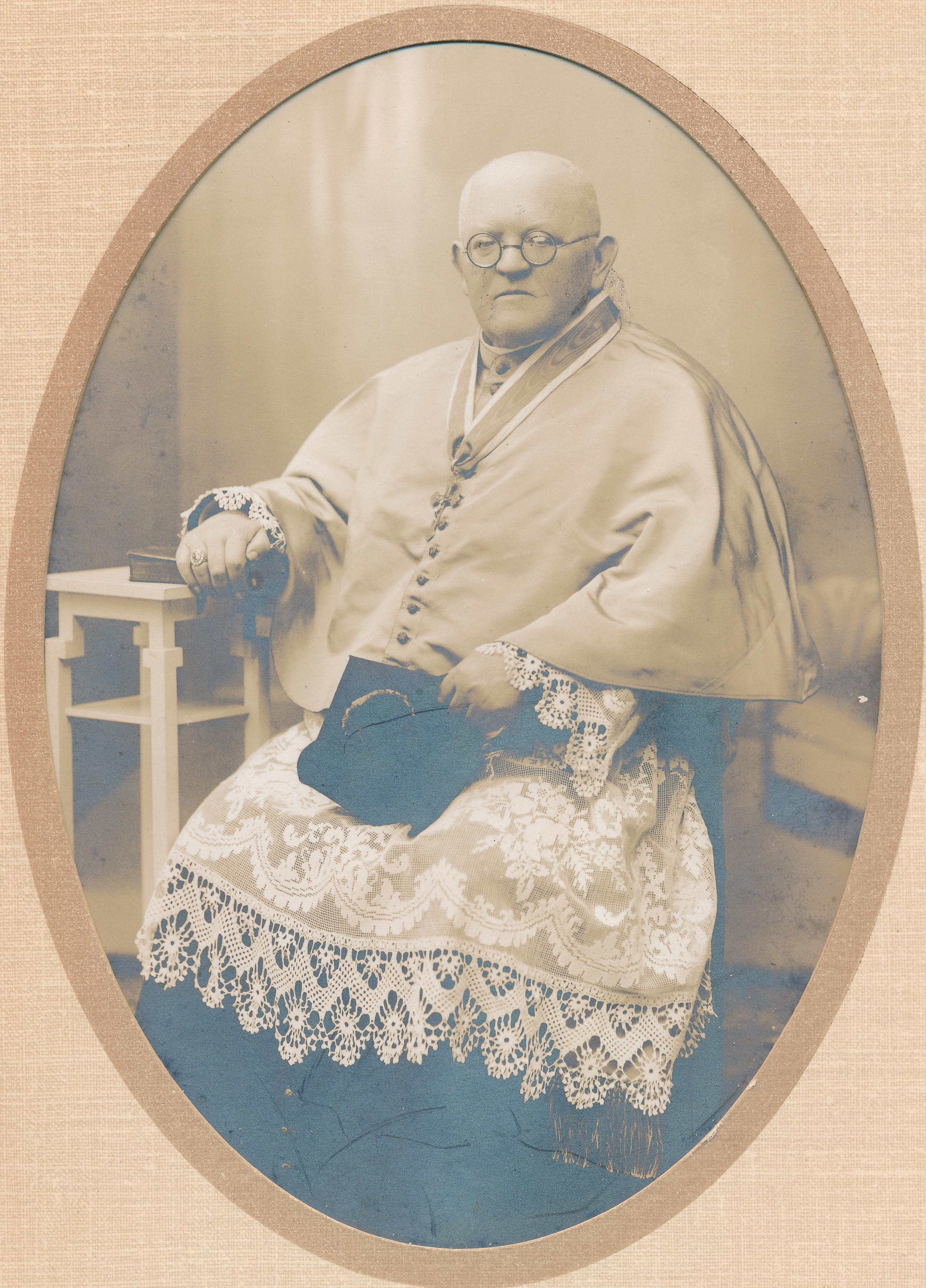
Farář Alois Bitta

Kostel vznikl na popud faráře Aloise Bitty. Projektantem i stavitelem byl Josef Holuscha z Dolního Benešova. Slavnostní položení a posvěcení základního kamene se konalo 15. srpna 1906. Základní stavba trvala 17 měsíců. Všechny práce byly prováděny ručně, materiál byl dopravován koňskými povozy. Nově postavený kostel posvětil 18. listopadu 1907 pomocný biskup olomoucký ThDr. Karel Wisnar. V roce 1909 byl instalován hlavní oltář svatého Mikuláše a dva boční oltáře – svaté rodiny a svaté Barbory. Všechny tři vytvořil akademický sochař Georg Schreiner z Řezna. Stejný autor v roce 1909 dodal i čtrnáct obrazů křížové cesty. Podle návrhu tohoto sochaře byly zhotoveny v roce 1932 a do kostela dodány varhany z krnovské firmy Rieger-Kloss a také o rok později hlavní mosazný osmiboký lustr. Malířskou figurální výmalbu kostela zhotovil v létech 1925–1926 akademický malíř Philipp Schumacher z Mnichova, dekorativní malby profesor Trauer ze Znojma.

## Popis
Jedná se o jednolodní stavbu postavenou z režných a glazovaných cihel. Loď uzavírá polygonální kněžiště, po stranách kněžiště jsou sakristie a skladiště, v patře nad nimi na každé straně oratoř. Nad kostelem se tyčí 75 metrů vysoká hranolová věž se zvonicí, ve které jsou čtyři zvony.
Dominantou kostela jsou dvoumanuálové varhany z roku 1932 postavené firmou Rieger z Krnova. 

## svěcení zvonů
V roce 1989 byly v chrámu svatého Mikuláše posvěceny 3 zvony. Zvon svatého Mikuláše , Zvon sv. Josefa a panny Marie a zvon svatého Antonína. A naštěstí  se všechny zvony dochovaly a pořad se používají

## Otevřené chrámy
Kostel je pravidelně přístupný o víkendech a státních svátcích v rámci projektu Otevřené chrámy.

## Galerie

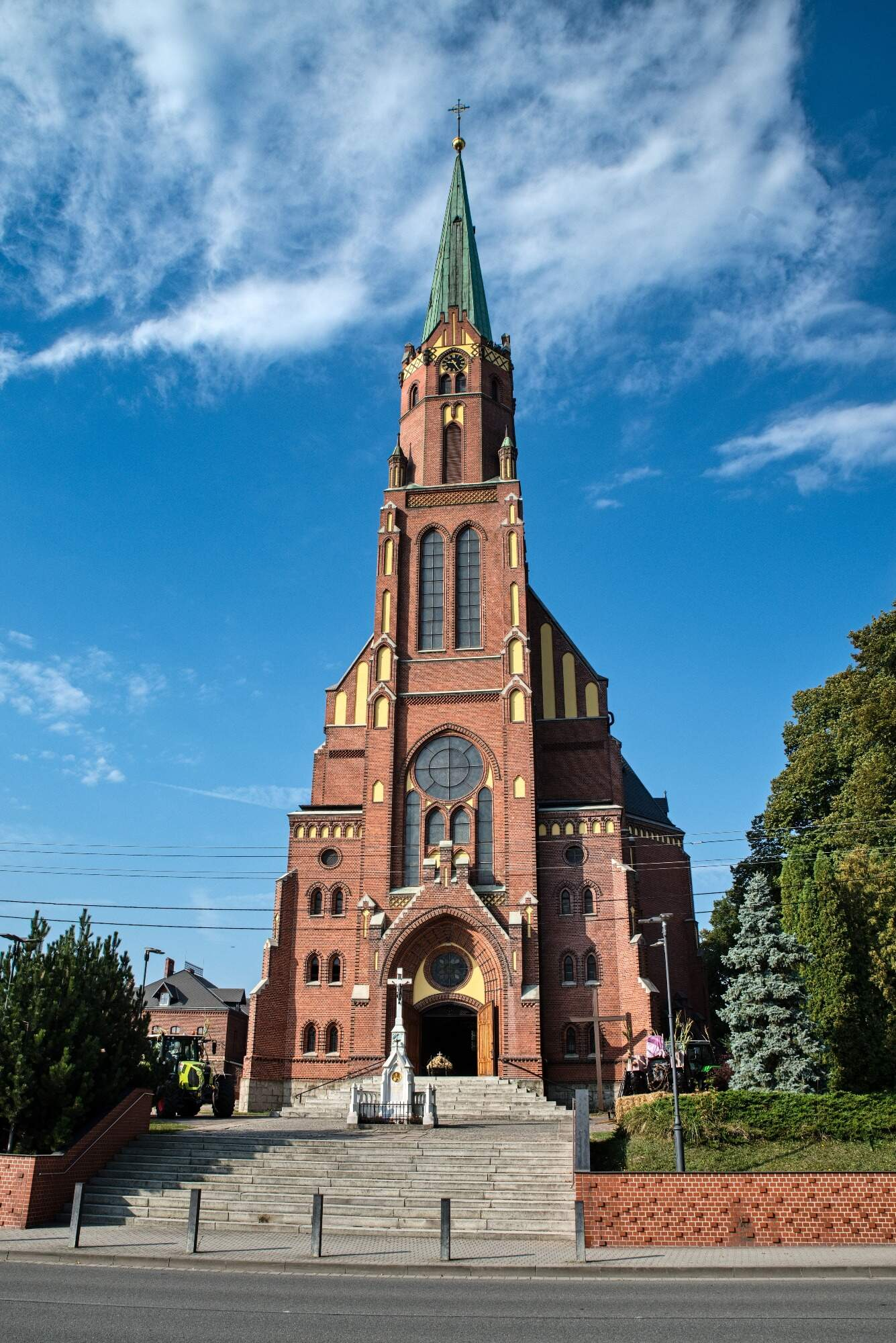
Přední strana s věží (2024)
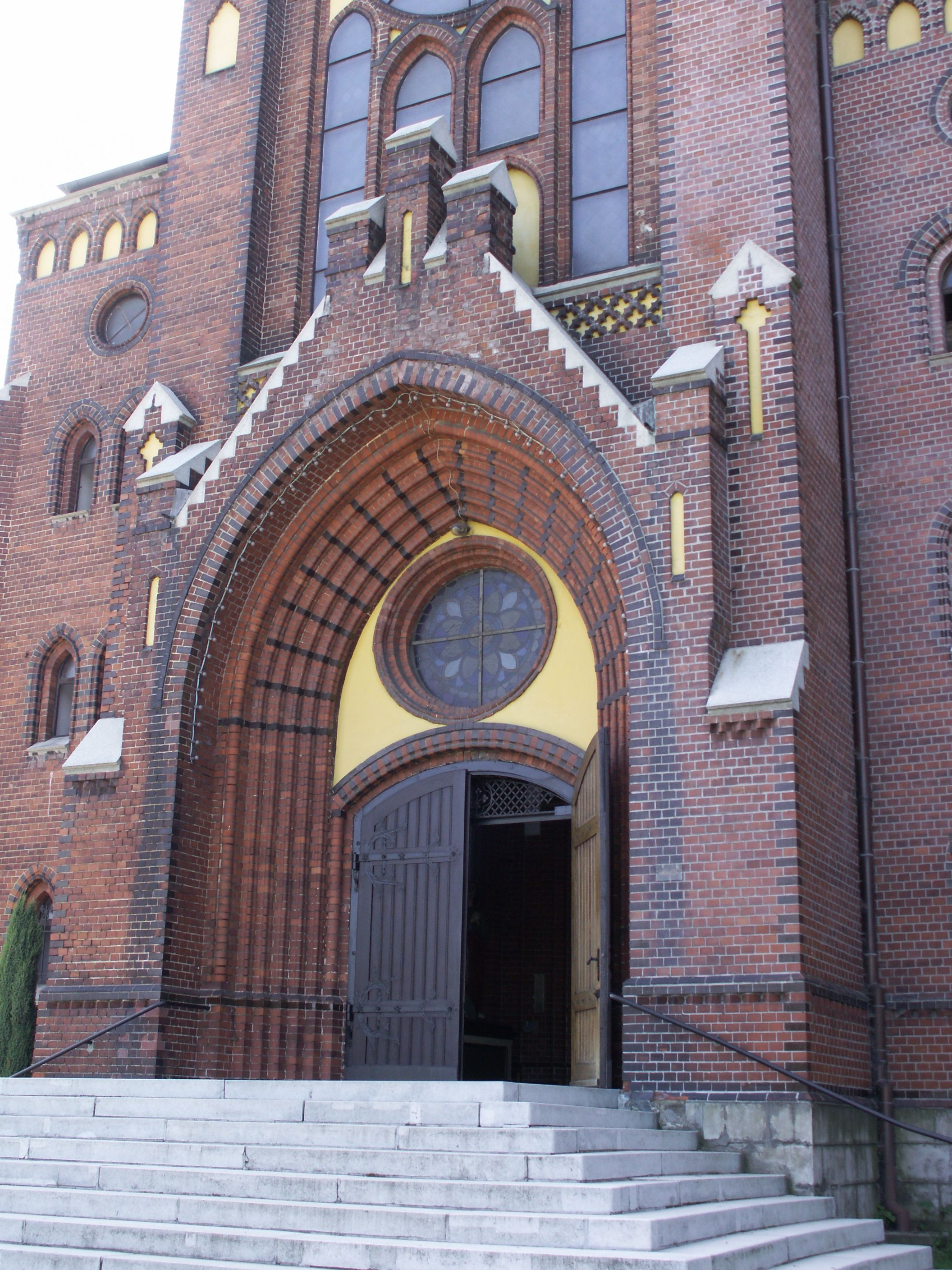
Portál kostela (2009)
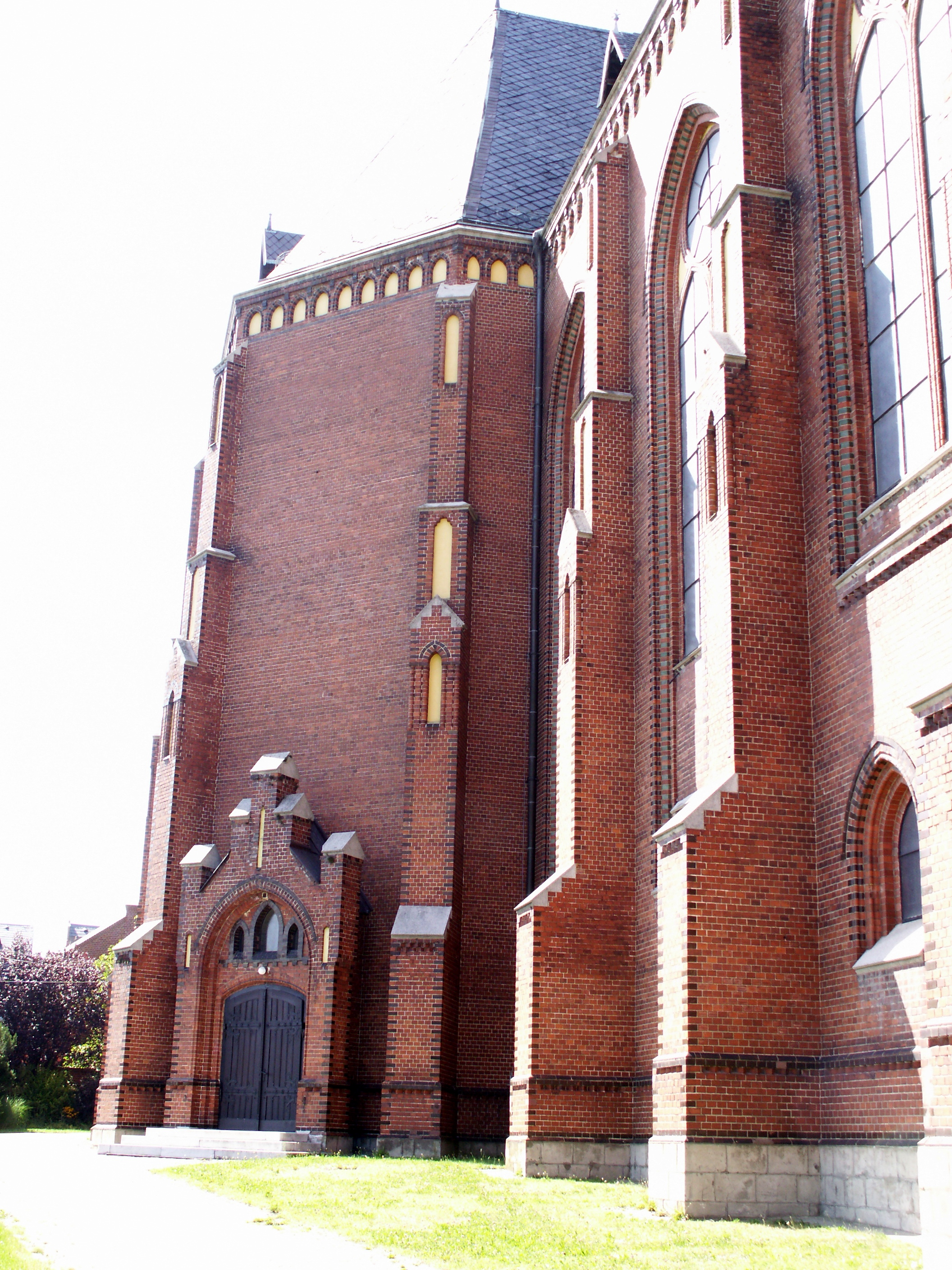
Boční vstup (2009)
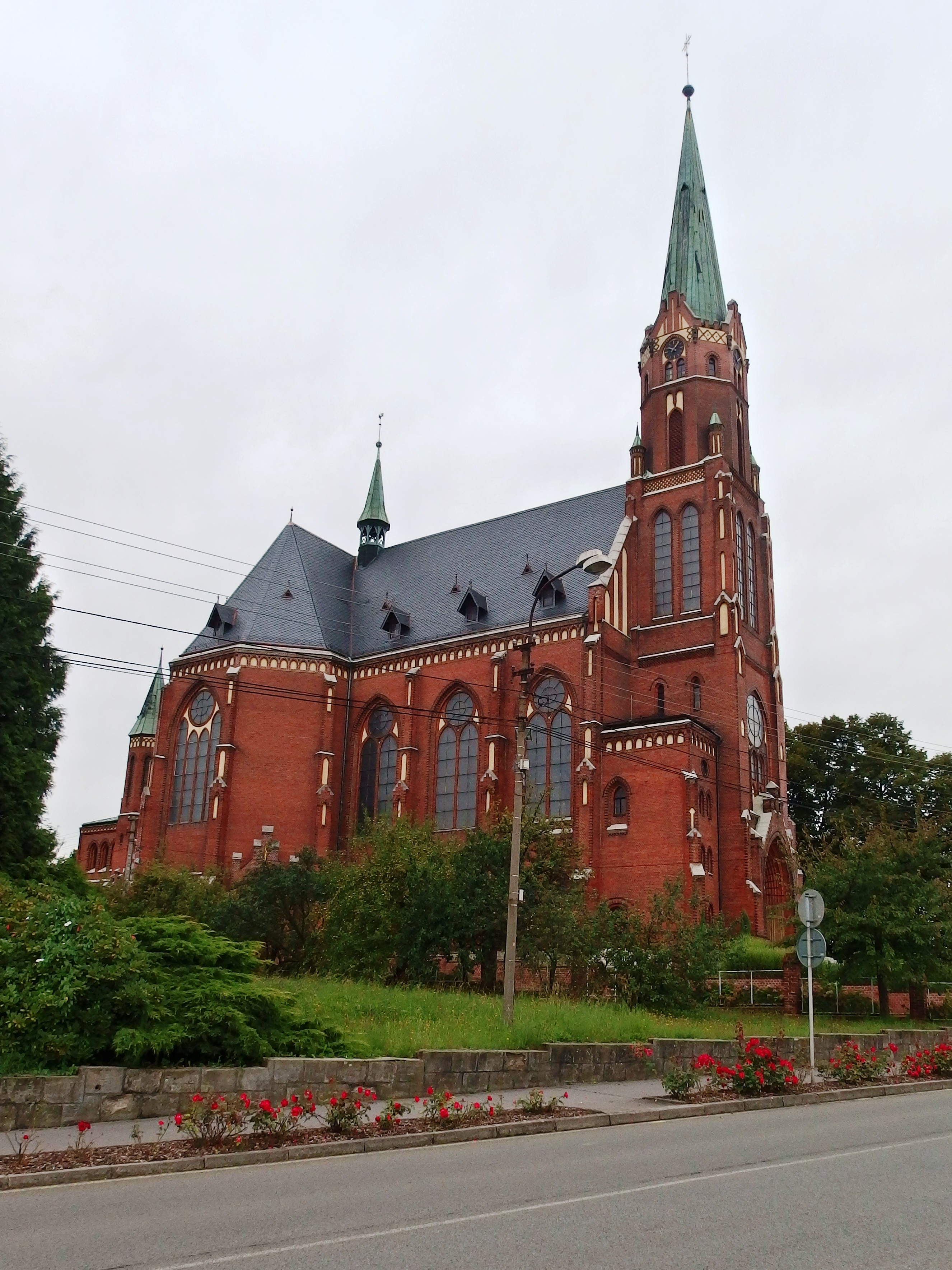
Celkový pohled na kostel z Markvartovické ulice (2014)
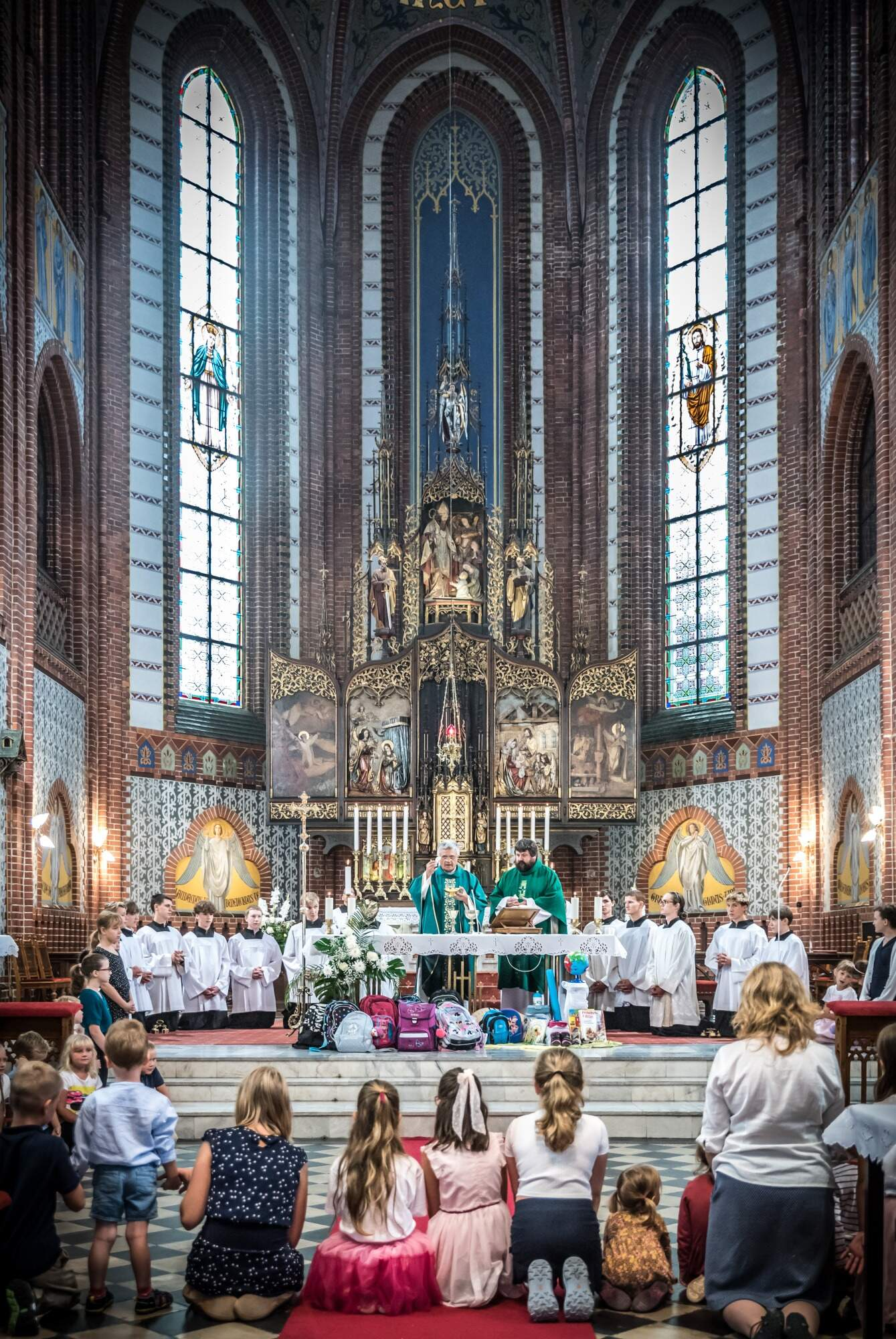
Interiér kostela s presbytářem (2024)
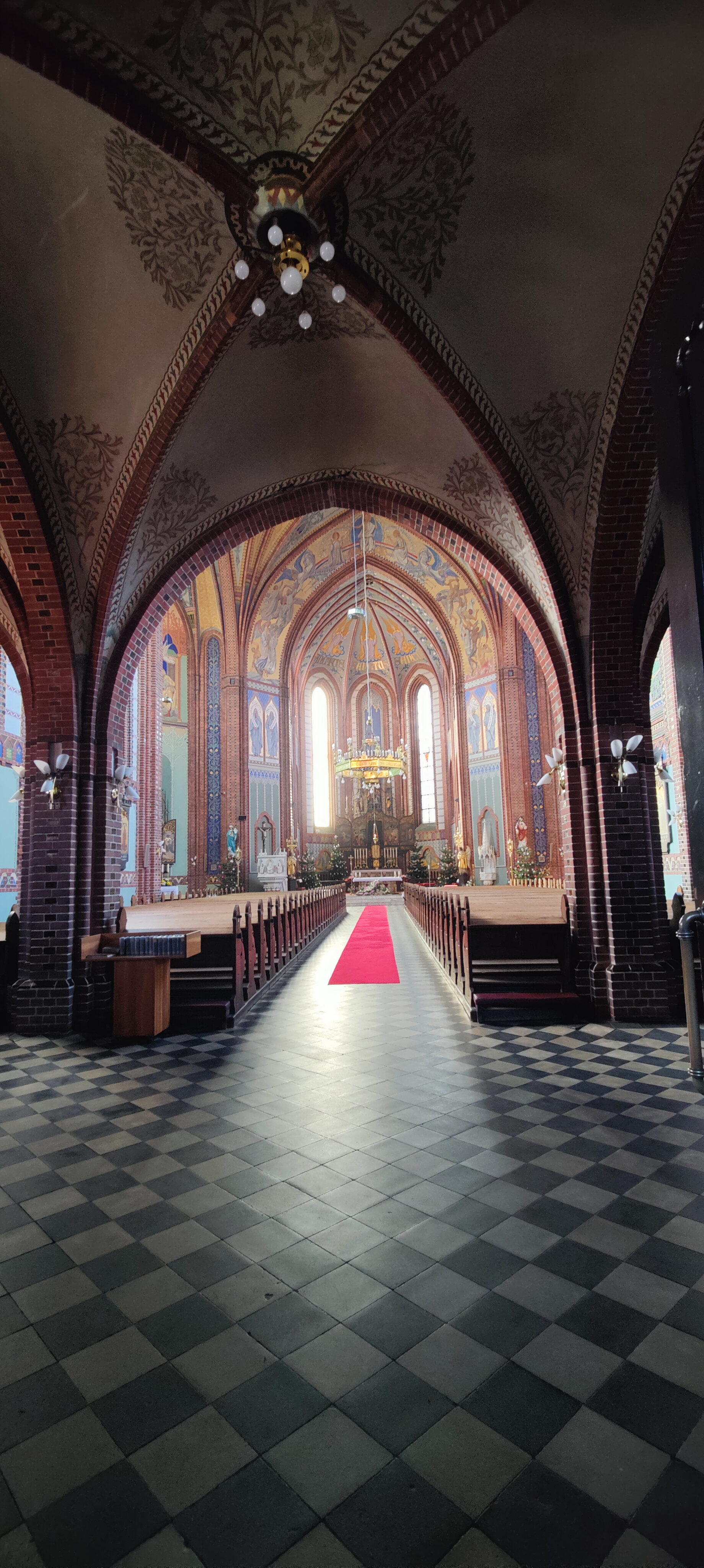
Klenby v interiéru (2025)